# マリア・ピア橋
マリア・ピア橋（ポルトガル語：Ponte Maria Pia）は、ポルトガルのポルトにある鉄道橋で、ドウロ川（ドール川）に架かっている。
ギュスターヴ・エッフェルが設計を担当し1877年に建設された。錬鉄製の2ヒンジアーチ橋でリスボン行きの鉄道路線を渡している。水面からの高さは60mである。この橋の建設目的は路線を12km短縮することだった。1875年の競作にエッフェルが提出した設計は最もコストが低く、2位のプランと比べると31%も安かった。建設は1876年の1月5日に始まり1877年11月4日に完了した。メインスパンは160mで当時最大だったミシシッピ川のイーズ橋（スパン156m）を追い抜いた。橋の開通式はルイス1世によって行われ王妃マリア・ピア・デ・サボイアの名を取ってマリア・ピア橋と名付けられた。
1991年、エドガル・カルドーゾによるサン・ジョアン橋（Ponte de São João）が開通し、マリア・ピア橋は役目を終えた。